# مكسيكو سيتي إي بريكس 2017
مكسيكو سيتي إي بريكس 2017 (بالإسبانية: E-Prix de Ciudad de México de 2017) هو سباق سيارات فورمولا إي الكهربائية أقيم بتاريخ 1 أبريل 2017 في حلبة هيرمانوس رودريغيز، المكسيك، وكان السباق 4 من أصل 12 في بطولة العالم للفورمولا إي 2016–17.
فاز بالمركز الأول  لوكاس دي غراسي، وكان صاحب أسرع لفة سيباستيان بويمي.